# Біллі Беннетт
Біллі Беннетт (англ. Billie Bennett; 23 жовтня 1874 — 19 травня 1951) — американська акторка епохи німого кіно. З 1913 по 1930 роки знялася в понад 52 фільмах. Народилася в Евансвілл, у штаті Індіана, а померла в Лос-Анджелесі, в штаті Каліфорнія.

## Вибрана фільмографія
- 1913 — Майже врятований / Almost a Rescue — Мауд Сміт
- 1914 — Викрадення дешевого автомобіля / Leading Lizzie Astray — мама Лізі
- 1914 — Діловий день Мейбл / Mabel's Busy Day — глядачка
- 1914 — Маскарадна маска / The Masquerader — акторка
- 1914 — Перерваний роман Тіллі / Tillie's Punctured Romance
- 1915 — Будівля суду Крукс / Court House Crooks — мати молодого чоловіка
- 1915 — Їх соціальний сплеск / Their Social Splash
- 1922 — Робін Гуд / Robin Hood
- 1925 — Свист з Уолл-Стріт / The Wall Street Whiz — тітонька Джонс
- 1930 — Одна романтична ніч / One Romantic Night — принцеса Симфороса